# フランセルジオ・ホドリゲス・バルボーザ
フランセルジオ（Fransérgio）ことフランセルジオ・ホドリゲス・バルボーザ（ポルトガル語: Fransérgio Rodrigues Barbosa、1990年10月18日 - ）は、ブラジルのサッカー選手。ポジションはMF。

## クラブ歴
2009年にアトレチコ・パラナエンセで選手となり、2010年にパラナ・クルーベに期限付き移籍。その後国内のクラブを転々とした。
2014年にCSマリティモに移籍。
2017年にSCブラガに移籍。
2021年8月25日、FCジロンダン・ボルドーに3年契約で移籍.。
2023年6月、コリチーバFCに移籍。

## タイトル
ブラガ
- タッサ・デ・ポルトガル: 2020-21[7]
- タッサ・ダ・リーガ: 2019-20